# Берген-ан-дер-Думме
Берген-ан-дер-Думме (нім. Bergen an der Dumme) — громада в Німеччині, розташована в землі Нижня Саксонія. Входить до складу району Люхов-Данненберг. Складова частина об'єднання громад Люхов.
Площа — 25,48 км2. Населення становить 1388 ос. (станом на 31 грудня 2021).